# Moe Phoenix
Moe Phoenix, auch bekannt als Moé (bürgerlich Mohamed Chaouki), ist ein deutscher Musiker libanesischer Herkunft, der beim Independent-Label Life is Pain von PA Sports unter Vertrag stand. Seit Juni 2020 steht er bei Universal unter Vertrag.

## Biografie
Moe Phoenix ist in der Nähe von Hannover aufgewachsen und lebt seit einiger Zeit in Kassel. Zusammen mit KC Rebell veröffentlichte Moé 2015 die Single Bist Du real, die in den deutschen Musikcharts Platz 15 erreichte. Zudem veröffentlichte er am 15. Juli 2016 seine erste Soloveröffentlichung, Mit dir scheint die Sonne. Am 2. September 2016 veröffentlichte er seinen zweiten Song, Rasta Mama.
Am 20. April 2018 erschien Moe Phoenix’ Debütalbum NOA, das Platz 38 der deutschen Charts erreichte.
Nebenbei gründete er 2020 mit Phoenix Music ein eigenes Label, blieb aber zunächst noch bei Life is Pain. Als erster Künstler bei Phoenix Music wurde Nessa, eine Schweizer Musikerin mit libanesischen und thailändischen Wurzeln unter Vertrag genommen. Auf ihr folgte Dessy, eine Offenbacher Musikerin mit griechischen Wurzeln.
Ende April 2020 gab er über Instagram bekannt, Life is Pain nach Moeses verlassen zu wollen. Sein drittes Album Moeses erschien am 28. Mai 2020.

## Diskografie
Alben
- 2018: NOA (Life is Pain)
- 2019: Emoetion (Life is Pain)
- 2020: Moeses (Life is Pain)
- 2021: Mood (Phoenix)

Songs und Singles (Auswahl)
- 2015: Bist Du real (mit KC Rebell, Banger Musik)
- 2016: Mit dir scheint die Sonne (Life is Pain)
- 2016: Rasta Mama (Eigenproduktion)
- 2016: Amphetamin (Life is Pain)
- 2017: Mohammad (Life is Pain)
- 2017: Shukran (Life is Pain)
- 2017: Ohne Dich (Life is Pain)
- 2018: Habibi (mit PA Sports, Life is Pain)
- 2018: MashUp 19 Songs (mit Tilly Horn, Life is Pain)
- 2018: Gauner (mit Veysel, Life is Pain)
- 2018: Ching Chang Chong (Life is Pain)
- 2018: Mama / Baba (Life is Pain)
- 2018: Yallah Habibi (mit DJ Antoine & Sido)
- 2018: Aicha
- 2019: Mensch ist Mensch
- 2019: Neamat Ahmad
- 2019: 3% (feat. Eno)
- 2019: Radio
- 2020: Nur ein Grund
- 2020: Jamila

Gastbeiträge
- 2009: Grausam von SAW (feat. Manuellsen)
- 2010: Mein Star auf M. Bilal 2010 (Shisha Café Edition) von Manuellsen
- 2011: Intro, Falken (feat. KC Rebell) und Marcelina auf Streben nach Glück von PA Sports
- 2011: Dein Mann, Gebrochene Flügel (feat. Chakuza), Sieh es endlich ein und Ich muss gehn auf Derdo Derdo von KC Rebell
- 2011: Gutes kommt & Gutes geht auf Invictus von Fard
- 2012: Eine Chance, Sie ist eine Hure (feat. KC Rebell) und Schick mir ein Zeichen auf Vom Glück zurück von PA Sports
- 2012: Ehrensache auf Ehrensache von Alpa Gun (feat. Sinan)
- 2012: Besser wenn du gehst auf Rebellismuss von KC Rebell
- 2015: Bist du real auf Fata Morgana von KC Rebell
- 2016: Du bist nicht wie ich auf Gangland von Manuellsen
- 2016: iPhone 17 auf Abstand von KC Rebell
- 2017: Chill mal dein Leben und Kriminal auf Instinkt von Kianush
- 2017: Mädchen aus dem Block und Snapchat Girl auf F.A.M.E. von Leon Machère
- 2017: Ich will doch nur Beef von PA Sports
- 2017: Teflon und Blangster (feat. Kianush & Mosh36) auf Verloren im Paradies von PA Sports
- 2017: Alles macht Sinn und Teflon (Remix) auf Verloren im Paradies (Bela in den Bloxxx EP) von PA Sports
- 2017: Roli von Quin Pin
- 2017: Check ich nicht und Filme (feat. PA Sports) auf DZ von Mosh36
- 2018: Distanz auf In der Ruhe liegt die Kraft 2 EP von Animus
- 2018: Superhelden (Remix) von Fard (feat. PA Sports)
- 2018: Yallah Habibi auf The Time is Now von DJ Antoine (feat. Sido)
- 2018: DJ Khaled von Z (feat. PA Sports)
- 2018: Wake up auf Alle Freunde fett von  Gringo (feat. Maxwell & Laruzo)
- 2018: Alles für mich auf Habuubz, Vol. 1 von Fard
- 2019: Kumpels von CZYK (feat. PA Sports)
- 2019: Warum ich auf Keine Träne von PA Sports
- 2019: Mercy von Jumpa (feat. Capital T)
- 2020: Auf Erden auf Forever Young von Mosh36
- 2020: Droptop auf Bratans aus Favelas 2 von Juri
- 2021: Chilln auf Babylon II von Play69
- 2021: Pistaziengrün auf Beastmode 4 – Kamikaze Samurai von Animus